# خوشی (فیلم ۲۰۲۳)
خوشی 
(به تلوگویی: Kushi) و خوشبختی (به انگلیسی: Happiness) فیلمی هندی محصول سال ۲۰۲۳ و به کارگردانی شیوا نیروانا است. در این فیلم بازیگرانی همچون ویجی دوراکوندا، سامانتا روت پرابو، جایارام، سارانیا پونوانان و لاکشمی ایفای نقش کرده‌اند.